# Europees kampioenschap voetbal mannen onder 19 - 2023 (kwalificatie)
Het kwalificatietoernooi voor het Europees kampioenschap voetbal onder 19 voor mannen was een toernooi dat startte op 21 september 2022 en duurde tot 28 maart 2023. Dit toernooi bepaalde welke 7 landen zich kwalificeerden voor het Europees kampioenschap voetbal mannen onder 19 van 2023.
Malta hoefde niet aan dit toernooi mee te doen, omdat dit land als gastland direct gekwalificeerd is voor het hoofdtoernooi.

## Format
Het kwalificatietoernooi bestaat uit twee rondes:
Kwalificatieronde: Alle landen behalve Portugal, die ontving een bye voor deze ronde, doen mee aan deze ronde. De overige 51 landen werden verdeeld over 12 groepen van vier landen en 1 groep van drie landen. In elke groep spelen alle landen een keer tegen elkaar. De wedstrijden worden afgewerkt in 1 land. De 13 groepswinnaars, nummers 2 en de beste nummer 3 kwalificeren zich voor de tweede ronde.

Eliteronde: 28 landen nemen deel aan deze ronde. Die landen worden verdeeld in 7 groepen van vier landen. In iedere groep speelt ieder land een keer tegen elkaar. Net als in de kwalificatieronde worden alle wedstrijden in één land gespeeld. De winnaar van iedere groep kwalificeert zich voor het hoofdtoernooi.

### Beslissingscriteria
Zowel in kwalificatieronde als in de eliteronde wordt er gewerkt met het puntensysteem waarbij een land dat wint drie punten krijgt, een gelijkspel levert 1 punt op en een verlies 0 punten. Als landen gelijk staan in punten bepalen de volgende criteria welk land boven de ander(e) eindigt:
1. Punten behaald in de onderlinge wedstrijden;
2. Doelsaldo behaald in de onderlinge wedstrijden;
3. Meeste aantal doelpunten gescoord in de onderlinge wedstrijden;
4. Als er meer dan twee landen gelijk eindigen, en na bovenstaande criteria zijn er nog steeds een aantal landen gelijk, worden de bovenstaande criteria nogmaals toegepast met de landen die dan nog gelijk staan;
5. Doelsaldo in alle groepswedstrijden;
6. Aantal doelpunten gescoord in alle groepswedstrijden;
7. Een strafschoppenserie, maar deze wordt alleen toegepast als de twee betrokken landen in de laatste wedstrijd tegen elkaar speelden en ze na bovenstaande criteria nog steeds gelijk staan. Deze wordt niet gebruikt als ranking niet relevant is voor het behalen van een volgende ronde.
8. Disciplinaire punten (rode kaart = 3 punten, gele kaart = 1 punt, een rode kaart na twee gele in 1 wedstrijd = 3 punten);
9. UEFA coëfficiënten die gebruikt is tijdens de kwalificatieronde.

Om te bepalen wat de beste nummer drie is van de kwalificatieronde, tellen de resultaten tegen de nummer 4 in de poule niet mee. De volgende criteria worden gebruikt (Regulations Articles 15.01 en 15.02):
1. Punten
2. Doelsaldo
3. Aantal doelpunten gescoord
4. Disciplinaire punten (totaal in drie wedstrijden)
5. UEFA coëfficiënten die gebruikt is tijdens de kwalificatieronde

## Gekwalificeerde landen
| # | Land        | Gekwalificeerd als          | Eerdere deelnames                                                            |
| - | ----------- | --------------------------- | ---------------------------------------------------------------------------- |
| 1 | Malta       | Gastland                    | Debuut                                                                       |
| 2 | Noorwegen   | Eliteronde: Winnaar groep 1 | 2002, 2003, 2005, 2018, 2019                                                 |
| 3 | Portugal    | Eliteronde: Winnaar groep 2 | 2003, 2006, 2007, 2010, 2012, 2013, 2014, 2016, 2017, 2018, 2019             |
| 4 | Italië      | Eliteronde: Winnaar groep 3 | 2003, 2004, 2008, 2010, 2016, 2018, 2019, 2022                               |
| 5 | Spanje      | Eliteronde: Winnaar groep 4 | 2002, 2004, 2006, 2007, 2008, 2009, 2010, 2011, 2012, 2013, 2015, 2018, 2019 |
| 6 | Griekenland | Eliteronde: Winnaar groep 5 | 2005, 2007, 2008, 2011, 2012, 2015                                           |
| 7 | Polen       | Eliteronde: Winnaar groep 6 | 2004, 2006                                                                   |
| 8 | IJsland     | Eliteronde: Winnaar groep 7 | Debuut                                                                       |

Vetgedrukt betekent dat dit land kampioen werd in dat jaar.

## Loting kwalificatieronde
De loting voor de kwalificatieronde werd gehouden op 8 december 2021 op het hoofdkantoor van de UEFA in Nyon, Zwitserland. Bij de loting werden de landen verdeeld en bij die verdeling werd rekening gehouden met de resultaten in de voorgaande toernooien:
- Europees kampioenschap voetbal mannen onder 19 van 2016 en kwalificatietoernooi
- Europees kampioenschap voetbal mannen onder 19 van 2017 en kwalificatietoernooi
- Europees kampioenschap voetbal mannen onder 19 van 2018 en kwalificatietoernooi
- Europees kampioenschap voetbal mannen onder 19 van 2019 en kwalificatietoernooi

In iedere groep zit een land uit iedere pot. Een aantal landen mocht niet tegen elkaar loten. Spanje en Gibraltar, Oekraïne en Rusland, Servië en Kosovo, Rusland en Kosovo, Bosnië-Herzegovina en Kosovo en Azerbeidzjan en Armenië.
| Team  | Coëfficiënt | Ranking |
| ----- | ----------- | ------- |
| Malta | 2.333       | —       |

| Team     | Coëfficiënt | Ranking |
| -------- | ----------- | ------- |
| Portugal | 29.389      | 1       |

| Team       | Coeff. | Rank |
| ---------- | ------ | ---- |
| Frankrijk  | 23.778 | 2    |
| Engeland   | 23.000 | 3    |
| Italië     | 21.889 | 4    |
| Nederland  | 16.778 | 5    |
| Tsjechië   | 16.722 | 6    |
| Spanje     | 16.222 | 7    |
| Duitsland  | 15.833 | 8    |
| Oekraïne   | 14.389 | 9    |
| Ierland    | 13.278 | 10   |
| Noorwegen  | 12.611 | 11   |
| Turkije    | 12.611 | 12   |
| Oostenrijk | 11.833 | 13   |
| Kroatië    | 11.611 | 14   |

| Team        | Coeff. | Rank |
| ----------- | ------ | ---- |
| Griekenland | 11.000 | 15   |
| België      | 10.667 | 16   |
| Zweden      | 10.278 | 17   |
| Servië      | 10.167 | 18   |
| Slowakije   | 10.167 | 19   |
| Polen       | 10.167 | 20   |
| Schotland   | 9.833  | 21   |
| Israël      | 9.833  | 22   |
| Bulgarije   | 9.722  | 23   |
| Hongarije   | 9.167  | 24   |
| Roemenië    | 8.833  | 25   |
| Denemarken  | 8.833  | 26   |
| Slovenië    | 8.167  | 27   |

| Team                  | Coeff. | Rank |
| --------------------- | ------ | ---- |
| Georgië               | 7.833  | 28   |
| Rusland               | 7.333  | 29   |
| Finland               | 7.333  | 30   |
| Zwitserland           | 7.000  | 31   |
| Bosnië en Herzegovina | 6.667  | 32   |
| Cyprus                | 5.333  | 33   |
| Wales                 | 5.000  | 34   |
| Letland               | 4.667  | 35   |
| IJsland               | 4.667  | 36   |
| Azerbeidzjan          | 4.500  | 37   |
| Noord-Macedonië       | 4.333  | 38   |
| Noord-Ierland         | 4.333  | 39   |
| Wit-Rusland           | 4.333  | 40   |

| Team       | Coeff. | Rank |
| ---------- | ------ | ---- |
| Armenië    | 3.667  | 41   |
| Montenegro | 3.333  | 42   |
| Kosovo     | 3.167  | 43   |
| Albanië    | 2.000  | 44   |
| Kazachstan | 1.667  | 45   |
| Andorra    | 1.667  | 46   |
| Luxemburg  | 1.667  | 47   |
| Moldavië   | 1.333  | 48   |
| Estland    | 1.333  | 49   |
| Faeröer    | 1.333  | 50   |
| Litouwen   | 1.000  | 51   |
| Gibraltar  | 0.333  | 52   |
| San Marino | 0.000  | 53   |

| Liechtenstein |

## Kwalificatieronde

### Groep 1
De wedstrijden werden gespeeld tussen 21 en 27 september 2022 in Zwitserland.
| Pos | Team        | Wed | W | G | V | Ptn | DV | DT | +/− | Kwalificatie                  |   | GRE | CZE | SUI | AND |
| --- | ----------- | --- | - | - | - | --- | -- | -- | --- | ----------------------------- | - | --- | --- | --- | --- |
| 1   | Griekenland | 3   | 2 | 1 | 0 | 7   | 6  | 1  | +5  | Geplaatst voor de eliteronde. |   | —   | 1–1 | 2–0 | 3–0 |
| 2   | Tsjechië    | 3   | 2 | 1 | 0 | 7   | 7  | 3  | +4  | Geplaatst voor de eliteronde. |   | —   | —   | 3–2 | 3–0 |
| 3   | Zwitserland | 3   | 1 | 0 | 2 | 3   | 4  | 5  | −1  |                               |   | —   | —   | —   | 2–0 |
| 4   | Andorra     | 3   | 0 | 0 | 3 | 0   | 0  | 8  | −8  |                               | — | —   | —   | —   |     |

### Groep 2
De wedstrijden werden gespeeld tussen 21 en 27 september 2022 in Bulgarije.
| Pos | Team         | Wed | W | G | V | Ptn | DV | DT | +/− | Kwalificatie                  |   | TUR | LUX | BUL | AZE |
| --- | ------------ | --- | - | - | - | --- | -- | -- | --- | ----------------------------- | - | --- | --- | --- | --- |
| 1   | Turkije      | 3   | 1 | 2 | 0 | 5   | 10 | 6  | +4  | Geplaatst voor de eliteronde. |   | —   | 4–4 | 1–1 | 5–1 |
| 2   | Luxemburg    | 3   | 1 | 2 | 0 | 5   | 5  | 4  | +1  | Geplaatst voor de eliteronde. |   | —   | —   | 0–0 | 1–0 |
| 3   | Bulgarije    | 3   | 1 | 2 | 0 | 5   | 2  | 1  | +1  |                               |   | —   | —   | —   | 1–0 |
| 4   | Azerbeidzjan | 3   | 0 | 0 | 3 | 0   | 1  | 7  | −6  |                               | — | —   | —   | —   |     |

### Groep 3
De wedstrijden werden gespeeld tussen 17 en 23 november 2022 in Zweden.
| Pos | Team     | Wed | W | G | V | Ptn | DV | DT | +/− | Kwalificatie                  |   | UKR | SWE | CYP | KOS |
| --- | -------- | --- | - | - | - | --- | -- | -- | --- | ----------------------------- | - | --- | --- | --- | --- |
| 1   | Oekraïne | 3   | 3 | 0 | 0 | 9   | 7  | 1  | +6  | Geplaatst voor de eliteronde. |   | —   | 2–0 | 4–1 | 1–0 |
| 2   | Zweden   | 3   | 1 | 1 | 1 | 4   | 3  | 2  | +1  | Geplaatst voor de eliteronde. |   | —   | —   | 0–0 | 3–0 |
| 3   | Cyprus   | 3   | 0 | 2 | 1 | 2   | 1  | 4  | −3  |                               |   | —   | —   | —   | 0–0 |
| 4   | Kosovo   | 3   | 0 | 1 | 2 | 1   | 0  | 4  | −4  |                               | — | —   | —   | —   |     |

### Groep 4
De wedstrijden werden gespeeld tussen 21 en 27 september 2022 in Wales.
| Pos | Team      | Wed | W | G | V | Ptn | DV | DT | +/− | Kwalificatie                  |   | IRL | HUN | WAL | GIB |
| --- | --------- | --- | - | - | - | --- | -- | -- | --- | ----------------------------- | - | --- | --- | --- | --- |
| 1   | Ierland   | 3   | 3 | 0 | 0 | 9   | 9  | 0  | +9  | Geplaatst voor de eliteronde. |   | —   | 1–0 | 2–0 | 6–0 |
| 2   | Hongarije | 3   | 1 | 1 | 1 | 4   | 8  | 1  | +7  | Geplaatst voor de eliteronde. |   | —   | —   | 0–0 | 8–0 |
| 3   | Wales     | 3   | 1 | 1 | 1 | 4   | 9  | 4  | +5  |                               |   | —   | —   | —   | 9–2 |
| 4   | Gibraltar | 3   | 0 | 0 | 3 | 0   | 2  | 23 | −21 |                               | — | —   | —   | —   |     |

### Groep 5
De wedstrijden werden gespeeld tussen 21 en 27 september 2022 in Polen.
| Pos | Team                  | Wed | W | G | V | Ptn | DV | DT | +/− | Kwalificatie                  |  | POL | EST | ITA | BIH |
| --- | --------------------- | --- | - | - | - | --- | -- | -- | --- | ----------------------------- |  | --- | --- | --- | --- |
| 1   | Polen                 | 3   | 2 | 0 | 1 | 6   | 4  | 1  | +3  | Geplaatst voor de eliteronde. |  | —   | 2–0 | 0–1 | 2–0 |
| 2   | Estland               | 3   | 2 | 0 | 1 | 6   | 5  | 4  | +1  | Geplaatst voor de eliteronde. |  | —   | —   | 2–0 | 3–2 |
| 3   | Italië                | 3   | 2 | 0 | 1 | 6   | 4  | 4  | 0   | Geplaatst voor de eliteronde. |  | —   | —   | —   | 3–2 |
| 4   | Bosnië en Herzegovina | 3   | 0 | 0 | 3 | 0   | 4  | 8  | −4  |                               |  | —   | —   | —   | —   |

1. 1 2 3  Onderlinge resultaten: Italië 0–2 Estland, Polen 2–0 Estland, Polen 0–1 Italië. Stand onderlinge wedstrijden:
  - Polen: 3 pnt., +1  (doelsaldo; 2–1, +1)
  - Estonia: 3 pnt., 0 (doelsaldo; 2–2, 0)
  - Italië: 3 pnt., −1 (doelsaldo; 1–2, –1)

### Groep 6
De wedstrijden werden gespeeld tussen 21 en 27 september 2022 in Roemenië.
| Pos | Team       | Wed | W | G | V | Ptn | DV | DT | +/− | Kwalificatie                  |   | ROU | LAT | AUT | LTU |
| --- | ---------- | --- | - | - | - | --- | -- | -- | --- | ----------------------------- | - | --- | --- | --- | --- |
| 1   | Roemenië   | 3   | 1 | 2 | 0 | 5   | 2  | 0  | +2  | Geplaatst voor de eliteronde. |   | —   | 0–0 | 2–0 | 0–0 |
| 2   | Letland    | 3   | 1 | 2 | 0 | 5   | 1  | 0  | +1  | Geplaatst voor de eliteronde. |   | —   | —   | 0–0 | 1–0 |
| 3   | Oostenrijk | 3   | 1 | 1 | 1 | 4   | 2  | 2  | 0   |                               |   | —   | —   | —   | 2–0 |
| 4   | Litouwen   | 3   | 0 | 1 | 2 | 1   | 0  | 3  | −3  |                               | — | —   | —   | —   |     |

### Groep 7
De wedstrijden werden gespeeld tussen 21 en 27 september 2022 in België.
| Pos | Team    | Wed | W | G | V | Ptn | DV | DT | +/− | Kwalificatie                      |  | ESP | BEL | ALB | RUS |
| --- | ------- | --- | - | - | - | --- | -- | -- | --- | --------------------------------- |  | --- | --- | --- | --- |
| 1   | Spanje  | 2   | 1 | 1 | 0 | 4   | 5  | 0  | +5  | Geplaatst voor de eliteronde.     |  | —   | 0–0 | 5–0 | X   |
| 2   | België  | 2   | 1 | 1 | 0 | 4   | 3  | 1  | +2  | Geplaatst voor de eliteronde.     |  | —   | —   | 3–1 | X   |
| 3   | Albanië | 2   | 0 | 0 | 2 | 0   | 1  | 8  | −7  |                                   |  | —   | —   | —   | X   |
| 4   | Rusland | 0   | 0 | 0 | 0 | 0   | 0  | 0  | 0   | Geschorst door oorlog in Oekraïne |  | —   | —   | —   | —   |

### Groep 8
De wedstrijden werden gespeeld tussen 16 en 22 november 2022 in Schotland.
| Pos | Team       | Wed | W | G | V | Ptn | DV | DT | +/− | Kwalificatie                  |   | FRA | ISL | SCO | KAZ |
| --- | ---------- | --- | - | - | - | --- | -- | -- | --- | ----------------------------- | - | --- | --- | --- | --- |
| 1   | Frankrijk  | 3   | 3 | 0 | 0 | 9   | 12 | 1  | +11 | Geplaatst voor de eliteronde. |   | —   | 2–0 | 3–1 | 7–0 |
| 2   | IJsland    | 3   | 2 | 0 | 1 | 6   | 5  | 3  | +2  | Geplaatst voor de eliteronde. |   | —   | —   | 1–0 | 4–1 |
| 3   | Schotland  | 3   | 1 | 0 | 2 | 3   | 6  | 6  | 0   |                               |   | —   | —   | —   | 5–2 |
| 4   | Kazachstan | 3   | 0 | 0 | 3 | 0   | 3  | 16 | −13 |                               | — | —   | —   | —   |     |

### Groep 9
De wedstrijden werden gespeeld tussen 21 en 27 september 2022 in Denemarken.
| Pos | Team       | Wed | W | G | V | Ptn | DV | DT | +/− | Kwalificatie                  |   | ENG | DEN | MNE | GEO |
| --- | ---------- | --- | - | - | - | --- | -- | -- | --- | ----------------------------- | - | --- | --- | --- | --- |
| 1   | Engeland   | 3   | 3 | 0 | 0 | 9   | 12 | 2  | +10 | Geplaatst voor de eliteronde. |   | —   | 4–2 | 2–0 | 6–0 |
| 2   | Denemarken | 3   | 2 | 0 | 1 | 6   | 11 | 6  | +5  | Geplaatst voor de eliteronde. |   | —   | —   | 6–1 | 3–1 |
| 3   | Montenegro | 3   | 1 | 0 | 2 | 3   | 4  | 9  | −5  |                               |   | —   | —   | —   | 3–1 |
| 4   | Georgië    | 3   | 0 | 0 | 3 | 0   | 2  | 12 | −10 |                               | — | —   | —   | —   |     |

### Groep 10
De wedstrijden werden gespeeld tussen 17 en 23 november 2022 in Noord-Macedonië.
| Pos | Team            | Wed | W | G | V | Ptn | DV | DT | +/− | Kwalificatie                  |   | SRB | NOR | MKD | SMR |
| --- | --------------- | --- | - | - | - | --- | -- | -- | --- | ----------------------------- | - | --- | --- | --- | --- |
| 1   | Servië          | 3   | 3 | 0 | 0 | 9   | 8  | 1  | +7  | Geplaatst voor de eliteronde. |   | —   | 2–0 | 1–2 | 4–0 |
| 2   | Noorwegen       | 3   | 1 | 0 | 2 | 3   | 5  | 8  | −3  | Geplaatst voor de eliteronde. |   | —   | —   | 6–2 | 2–0 |
| 3   | Noord-Macedonië | 3   | 2 | 0 | 1 | 6   | 8  | 4  | +4  |                               |   | —   | —   | —   | 2–0 |
| 4   | San Marino      | 3   | 0 | 0 | 3 | 0   | 0  | 8  | −8  |                               | — | —   | —   | —   |     |

### Groep 11
De wedstrijden werden gespeeld tussen 16 en 22 november 2022 in Duitsland.
| Pos | Team    | Wed | W | G | V | Ptn | DV | DT | +/− | Kwalificatie                  |   | CRO | ISR | FIN | FAR |
| --- | ------- | --- | - | - | - | --- | -- | -- | --- | ----------------------------- | - | --- | --- | --- | --- |
| 1   | Kroatië | 3   | 2 | 0 | 1 | 6   | 10 | 2  | +8  | Geplaatst voor de eliteronde. |   | —   | 3–0 | 1–2 | 6–0 |
| 2   | Israël  | 3   | 2 | 0 | 1 | 6   | 6  | 3  | +3  | Geplaatst voor de eliteronde. |   | —   | —   | 4–0 | 2–0 |
| 3   | Finland | 3   | 2 | 0 | 1 | 6   | 7  | 6  | +1  |                               |   | —   | —   | —   | 5–1 |
| 4   | Faeröer | 3   | 0 | 0 | 3 | 0   | 1  | 13 | −12 |                               | — | —   | —   | —   |     |

### Groep 12
De wedstrijden werden gespeeld tussen 21 en 27 september 2022 in Duitsland.
| Pos | Team        | Wed | W | G | V | Ptn | DV | DT | +/− | Kwalificatie                  |   | GER | SVK | BLR | ARM |
| --- | ----------- | --- | - | - | - | --- | -- | -- | --- | ----------------------------- | - | --- | --- | --- | --- |
| 1   | Duitsland   | 3   | 3 | 0 | 0 | 9   | 11 | 1  | +10 | Geplaatst voor de eliteronde. |   | —   | 1–0 | 5–1 | 5–0 |
| 2   | Slowakije   | 3   | 1 | 1 | 1 | 4   | 3  | 2  | +1  | Geplaatst voor de eliteronde. |   | —   | —   | 1–1 | 2–0 |
| 3   | Wit-Rusland | 3   | 0 | 2 | 1 | 2   | 3  | 7  | −4  |                               |   | —   | —   | —   | 1–1 |
| 4   | Armenië     | 3   | 0 | 1 | 2 | 1   | 1  | 8  | −7  |                               | — | —   | —   | —   |     |

### Groep 13
De wedstrijden werden gespeeld tussen 21 en 27 september 2022 in Nederland.
| Pos | Team          | Wed | W | G | V | Ptn | DV | DT | +/− | Kwalificatie                  |   | SLO | NIR | NED | MDA |
| --- | ------------- | --- | - | - | - | --- | -- | -- | --- | ----------------------------- | - | --- | --- | --- | --- |
| 1   | Slovenië      | 3   | 1 | 2 | 0 | 5   | 6  | 2  | +4  | Geplaatst voor de eliteronde. |   | —   | 2–2 | 0–0 | 4–0 |
| 2   | Noord-Ierland | 3   | 1 | 2 | 0 | 5   | 4  | 2  | +2  | Geplaatst voor de eliteronde. |   | —   | —   | 0–0 | 2–0 |
| 3   | Nederland     | 3   | 1 | 2 | 0 | 5   | 2  | 0  | +2  |                               |   | —   | —   | —   | 2–0 |
| 4   | Moldavië      | 3   | 0 | 0 | 3 | 0   | 0  | 8  | −8  |                               | — | —   | —   | —   |     |

1. ↑  Doelsaldo na alle groepswedstrijden;
  - Slovenië +4
  - Noord-Ierland +2
2. ↑  Onderlinge resultaten: Noord-Ierland 2–2 Slovenië, Nederland 0–0 Noord-Ierland, Slovenië 0–0 Nederland. Stand onderlinge wedstrijden:
  - Slovenië: 2 pnt., 0  (doelsaldo; 2–2, 0)
  - Noord-Ierland: 2 pnt., 0 (doelsaldo; 2–2, 0)
  - Nederland: 2 pnt., 0 (doelsaldo; 0–0, 0)

Slovenië en Noord-Ierland scoorden de meeste doelpunten.

### Ranking nummers 3
Om te bepalen welk als derde geëindigd land zich kwalificeert voor de volgende ronde werd de volgende rangschikking gemaakt. Daarbij de tellen alleen de resultaten mee tegen de nummers 1 en 2 uit de groep.
| Pos | Grp | Team            | Wed | W | G | V | Ptn | DV | DT | +/− | Kwalificatie    |
| --- | --- | --------------- | --- | - | - | - | --- | -- | -- | --- | --------------- |
| 1   | 5   | Italië          | 2   | 1 | 0 | 1 | 3   | 1  | 2  | −1  | Naar eliteronde |
| 2   | 11  | Finland         | 2   | 1 | 0 | 1 | 3   | 2  | 5  | −3  |                 |
| 3   | 2   | Bulgarije       | 2   | 0 | 2 | 0 | 2   | 1  | 1  | 0   |                 |
| 4   | 13  | Nederland       | 2   | 0 | 2 | 0 | 2   | 0  | 0  | 0   |                 |
| 5   | 6   | Oostenrijk      | 2   | 0 | 1 | 1 | 1   | 0  | 2  | −2  |                 |
| 6   | 4   | Wales           | 2   | 0 | 1 | 1 | 1   | 0  | 2  | −2  |                 |
| 7   | 3   | Cyprus          | 2   | 0 | 1 | 1 | 1   | 1  | 4  | −3  |                 |
| 8   | 12  | Wit-Rusland     | 2   | 0 | 1 | 1 | 1   | 2  | 6  | −4  |                 |
| 9   | 1   | Zwitserland     | 2   | 0 | 0 | 2 | 0   | 2  | 5  | −3  |                 |
| 10  | 8   | Schotland       | 2   | 0 | 0 | 2 | 0   | 1  | 4  | −3  |                 |
| 11  | 10  | Noord-Macedonië | 2   | 0 | 0 | 2 | 0   | 3  | 8  | −5  |                 |
| 12  | 9   | Montenegro      | 2   | 0 | 0 | 2 | 0   | 1  | 8  | −7  |                 |
| 13  | 7   | Albanië         | 2   | 0 | 0 | 2 | 0   | 1  | 8  | −7  |                 |

1. 1 2  disciplinaire punten: Oostenrijk −4, Wales −6.
2. 1 2  disciplinaire punten: Montenegro −2, Albanië −7.

## Loting eliteronde
De loting voor de eliteronde werd gehouden op 8 december 2022 op het hoofdkantoor van de UEFA in Nyon, Zwitserland.

## Eliteronde

### Groep 1
De wedstrijden werden gespeeld tussen 22 en 28 maart 2023 in Frankrijk.
| Pos | Team          | Wed | W | G | V | Ptn | DV | DT | +/− | Kwalificatie                      |   | NOR | FRA | ROU | NIR |
| --- | ------------- | --- | - | - | - | --- | -- | -- | --- | --------------------------------- | - | --- | --- | --- | --- |
| 1   | Noorwegen     | 3   | 3 | 0 | 0 | 9   | 11 | 3  | +8  | Geplaatst voor het hoofdtoernooi. |   | —   | 2–1 | 4–0 | 5–2 |
| 2   | Frankrijk     | 3   | 2 | 0 | 1 | 6   | 6  | 4  | +2  |                                   |   | —   | —   | 4–2 | 1–0 |
| 3   | Roemenië      | 3   | 1 | 0 | 2 | 3   | 5  | 9  | −4  |                                   | — | —   | —   | 3–1 |     |
| 4   | Noord-Ierland | 3   | 0 | 0 | 3 | 0   | 3  | 9  | −6  |                                   | — | —   | —   | —   |     |

### Groep 2
De wedstrijden werden gespeeld tussen 22 en 28 maart 2023 in Duitsland.
| Pos | Team      | Wed | W | G | V | Ptn | DV | DT | +/− | Kwalificatie                      |   | ITA | GER | BEL | SLO |
| --- | --------- | --- | - | - | - | --- | -- | -- | --- | --------------------------------- | - | --- | --- | --- | --- |
| 1   | Italië    | 3   | 1 | 2 | 0 | 5   | 5  | 4  | +1  | Geplaatst voor het hoofdtoernooi. |   | —   | 3–2 | 2–2 | 0–0 |
| 2   | Duitsland | 3   | 1 | 1 | 1 | 4   | 6  | 4  | +2  |                                   |   | —   | —   | 1–1 | 3–0 |
| 3   | België    | 3   | 0 | 3 | 0 | 3   | 3  | 3  | 0   |                                   | — | —   | —   | 0–0 |     |
| 4   | Slovenië  | 3   | 0 | 2 | 1 | 2   | 0  | 3  | −3  |                                   | — | —   | —   | —   |     |

### Groep 3
De wedstrijden werden gespeeld tussen 22 en 28 maart 2023 in Spanje.
| Pos | Team       | Wed | W | G | V | Ptn | DV | DT | +/− | Kwalificatie                      |   | ESP | DEN | LUX | UKR |
| --- | ---------- | --- | - | - | - | --- | -- | -- | --- | --------------------------------- | - | --- | --- | --- | --- |
| 1   | Spanje     | 3   | 2 | 1 | 0 | 7   | 8  | 0  | +8  | Geplaatst voor het hoofdtoernooi. |   | —   | 0–0 | 4–0 | 4–0 |
| 2   | Denemarken | 3   | 2 | 1 | 0 | 7   | 6  | 2  | +4  |                                   |   | —   | —   | 4–1 | 2–1 |
| 3   | Luxemburg  | 3   | 1 | 0 | 2 | 3   | 3  | 9  | −6  |                                   | — | —   | —   | 2–1 |     |
| 4   | Oekraïne   | 3   | 0 | 0 | 3 | 0   | 2  | 8  | −6  |                                   | — | —   | —   | —   |     |

### Groep 4
De wedstrijden werden gespeeld tussen 22 en 28 maart 2023 in Portugal.
| Pos | Team     | Wed | W | G | V | Ptn | DV | DT | +/− | Kwalificatie                      |   | POR | CZE | SWE | CRO |
| --- | -------- | --- | - | - | - | --- | -- | -- | --- | --------------------------------- | - | --- | --- | --- | --- |
| 1   | Portugal | 3   | 3 | 0 | 0 | 9   | 7  | 0  | +7  | Geplaatst voor het hoofdtoernooi. |   | —   | 3–0 | 1–0 | 3–0 |
| 2   | Tsjechië | 3   | 2 | 0 | 1 | 6   | 6  | 6  | 0   |                                   |   | —   | —   | 3–2 | 3–1 |
| 3   | Zweden   | 3   | 0 | 1 | 2 | 1   | 3  | 5  | −2  |                                   | — | —   | —   | 1–1 |     |
| 4   | Kroatië  | 3   | 0 | 1 | 2 | 1   | 2  | 7  | −5  |                                   | — | —   | —   | —   |     |

### Groep 5
De wedstrijden werden gespeeld tussen 22 en 28 maart 2023 in Ierland.
| Pos | Team        | Wed | W | G | V | Ptn | DV | DT | +/− | Kwalificatie                      |   | GRE | SVK | IRL | EST |
| --- | ----------- | --- | - | - | - | --- | -- | -- | --- | --------------------------------- | - | --- | --- | --- | --- |
| 1   | Griekenland | 3   | 2 | 1 | 0 | 7   | 5  | 1  | +4  | Geplaatst voor het hoofdtoernooi. |   | —   | 1–1 | 1–0 | 3–0 |
| 2   | Slowakije   | 3   | 2 | 1 | 0 | 7   | 6  | 3  | +3  |                                   |   | —   | —   | 2–1 | 3–1 |
| 3   | Ierland     | 3   | 1 | 0 | 2 | 3   | 2  | 3  | −1  |                                   | — | —   | —   | 1–0 |     |
| 4   | Estland     | 3   | 0 | 0 | 3 | 0   | 1  | 7  | −6  |                                   | — | —   | —   | —   |     |

### Groep 6
De wedstrijden werden gespeeld tussen 22 en 28 maart 2023 in Polen.
| Pos | Team    | Wed | W | G | V | Ptn | DV | DT | +/− | Kwalificatie                      |   | POL | ISR | SRB | LVA |
| --- | ------- | --- | - | - | - | --- | -- | -- | --- | --------------------------------- | - | --- | --- | --- | --- |
| 1   | Polen   | 3   | 1 | 2 | 0 | 5   | 6  | 3  | +3  | Geplaatst voor het hoofdtoernooi. |   | —   | 1–1 | 2–2 | 3–0 |
| 2   | Israël  | 3   | 1 | 2 | 0 | 5   | 5  | 3  | +2  |                                   |   | —   | —   | 3–1 | 1–1 |
| 3   | Servië  | 3   | 1 | 1 | 1 | 4   | 4  | 5  | −1  |                                   | — | —   | —   | 1–0 |     |
| 4   | Letland | 3   | 0 | 1 | 2 | 1   | 1  | 5  | −4  |                                   | — | —   | —   | —   |     |

### Groep 7
De wedstrijden werden gespeeld tussen 22 en 28 maart 2023 in Engeland.
| Pos | Team      | Wed | W | G | V | Ptn | DV | DT | +/− | Kwalificatie                      |   | ISL | ENG | TUR | HUN |
| --- | --------- | --- | - | - | - | --- | -- | -- | --- | --------------------------------- | - | --- | --- | --- | --- |
| 1   | IJsland   | 3   | 2 | 1 | 0 | 7   | 5  | 2  | +3  | Geplaatst voor het hoofdtoernooi. |   | —   | 1–0 | 2–2 | 2–0 |
| 2   | Engeland  | 3   | 2 | 0 | 1 | 6   | 3  | 1  | +2  |                                   |   | —   | —   | 2–0 | 1–0 |
| 3   | Turkije   | 3   | 0 | 2 | 1 | 2   | 3  | 5  | −2  |                                   | — | —   | —   | 1–1 |     |
| 4   | Hongarije | 3   | 0 | 1 | 2 | 1   | 1  | 4  | −3  |                                   | — | —   | —   | —   |     |